# Noctilio
Noctilio is een geslacht van zoogdieren uit de familie Noctilionidae (Hazenlipvleermuizen).

## Soorten
- Noctilio albiventris Desmarest, 1818 – Kleine hazenlipvleermuis
- Noctilio leporinus (Linnaeus, 1758) – Grote hazenlipvleermuis